# Walter Macher
Walter Macher (* 25. November 1915 in Wien; † 7. Oktober 1993 ebenda) war ein österreichischer Politiker (ÖVP).

## Leben
Nach Besuch der Volks- und Realschule studierte Walter Macher Rechtswissenschaften an der Universität Wien. Er trat 1934 der illegalen NSDAP und SA bei und war in letzterer 1938 Obertruppführer. Nach seiner Promotion arbeitete Macher ab 1950 als Rechtsanwalt.
Ab 1953 leitete Macher, der dem Österreichischen Wirtschaftsbund innerhalb der ÖVP angehörte, die Bezirksgruppe im Wiener Gemeindebezirk Neubau. Im Lauf der Zeit stieg er bis zum Vorstandsmitglied des Österreichischen Mieter-, Siedler- und Wohnungseigentümerbundes auf.
Sein erstes politisches Mandat bekleidete Macher ab 1964, als er als Abgeordneter der ÖVP in den Wiener Landtag und Gemeinderat einzog. Dem Wiener Landesparlament gehörte Macher daraufhin 14 Jahre lang, bis 1978 an. Im November 1978 wurde er als Mitglied des Bundesrats vereidigt. In der zweiten österreichischen Parlamentskammer saß Macher daraufhin bis März 1980.
Macher wurde am Meidlinger Friedhof bestattet.